# Anarthrophyllum subandinum
Anarthrophyllum subandinum är en ärtväxtart som beskrevs av Carlos Luis Spegazzini. Anarthrophyllum subandinum ingår i släktet Anarthrophyllum och familjen ärtväxter. Inga underarter finns listade i Catalogue of Life.